# Světlana
Světlana – czechosłowacka organizacja antykomunistyczna w okresie powojennym.
Organizacja powstała we wrześniu 1948 roku w Zlinie. Doszło wówczas do spotkania b. partyzantów Josefa Matouša i Rudolfa Lenharda z towarzyszami broni z partyzantki Jaromírem Vrbą, Josefem Burešem, braćmi Aloisem i Antonínem Doležalami oraz Antonínem Slabikiem. Dwaj pierwsi byli przedstawicielami b. dowódcy partyzanckiego Josefa Vávry-Staříka, przebywającego we Francji. Współpracował on z francuskimi służbami specjalnymi Deuxiéme Bureau. Po początkowym poparciu dla komunistów zraził się do ich rządów i zagrożony aresztowaniem przedostał się na Zachód, gdzie postanowił utworzyć konspiracyjną organizację antykomunistyczną złożoną z b. podkomendnych z okresu okupacji niemieckiej. Została ona nazwana "Světlana" od imienia córki J. Vávry-Staříka. Jednakże organizacja od samego początku znajdowała się pod kontrolą czechosłowackich służb bezpieczeństwa StB, którzy ją zinfiltrowali. Po początkowym spokojnym okresie rozbudowywania struktur już w marcu 1949 r. rozpoczęły się aresztowania członków organizacji. Od kwietnia 1950 r. trwały procesy, na których padło 16 wyroków śmierci, dot. m.in. J. Vávry-Staříka, J. Matouša i R. Lenharda (13 wykonano). Josef Vávra-Stařík został porwany przez ŠtB i wywiezieny do Pragi. W kwietniu 1953 r. skazano go na karę śmierci, wykonaną 26 sierpnia tego roku.